# Rheochlus insignis
Rheochlus insignis är en tvåvingeart som beskrevs av Lars Zakarias Brundin 1966. Rheochlus insignis ingår i släktet Rheochlus och familjen fjädermyggor. Inga underarter finns listade i Catalogue of Life.